# Neoregelia coriacea
Neoregelia coriacea là một loài thực vật có hoa trong họ Bromeliaceae. Loài này được (Antoine) L.B.Sm. mô tả khoa học đầu tiên năm 1955.